# Туристичний прес-клуб України
Асоціація журналістів «Туристичний прес-клуб України» — громадська організація українських журналістів.

## Проекти Асоціації
- Прес-тури по Україні. Асоціація щороку проводить близько 10 прес-турів по Україні. Їх мета — знайомство з новими можливостями відпочинку в Україні та сприяння представникам засобів масової інформації у отриманні інформації про відпочинок та оздоровлення у нашій державі.
- Фестиваль туристичної журналістики України — щорічний захід який відбувається в одному з туристичних центрів, чи курортів України.

Перший фестиваль відбувся у вересні 2006 року на курорті «Буймерівка» (Сумська область). Наступними місцями проведення Фестивалю стали: 2007 р. — курорт «Буковель», 2008 р. — Херсонська область, 2009 р. — АР Крим, 2010 р. — Полтавська область, 2011 р. — Херсонська та Київська області. За 2006—2011 рр. учасниками Фестивалю стали близько 200 журналістів, що представляють провідні телеканали, друковані засоби масової інформації та інтернет-проекти. Понад 400 публікацій, радіорепортажів та телесюжетів з'явилося за результатами проведення цих фестивалів.
- Міжнародний журналістський форум «Україна-Польща» — започатковано за ініціативи Асоціації спільно з Польським офісом туристичної інформації у 2010 році.
- Фотокраїна — всеукраїнський конкурс туристичних світлин.

## Адреса
01034 Київ, вул. Ярославів вал, 36